# Дуге Њиве (Вргорац)
Дуге Њиве су насељено место у саставу града Вргорца, Сплитско-далматинска жупанија, Република Хрватска.

## Историја
До територијалне реорганизације у Хрватској налазиле су се у саставу старе општине Вргорац.

## Становништво
На попису становништва 2011. године, Дуге Њиве су имале 105 становника.
| Број становника по пописима | Број становника по пописима | Број становника по пописима | Број становника по пописима | Број становника по пописима | Број становника по пописима | Број становника по пописима | Број становника по пописима | Број становника по пописима | Број становника по пописима | Број становника по пописима | Број становника по пописима | Број становника по пописима | Број становника по пописима | Број становника по пописима | Број становника по пописима |
| --------------------------- | --------------------------- | --------------------------- | --------------------------- | --------------------------- | --------------------------- | --------------------------- | --------------------------- | --------------------------- | --------------------------- | --------------------------- | --------------------------- | --------------------------- | --------------------------- | --------------------------- | --------------------------- |
| 1857                        | 1869                        | 1880                        | 1890                        | 1900                        | 1910                        | 1921                        | 1931                        | 1948                        | 1953                        | 1961                        | 1971                        | 1981                        | 1991                        | 2001                        | 2011                        |
| 0                           | 0                           | 57                          | 134                         | 159                         | 246                         | 0                           | 0                           | 338                         | 290                         | 301                         | 265                         | 192                         | 145                         | 128                         | 105                         |

Напомена: У 1869. подаци су садржани у насељу Драгљане, као и део података у 1857, 1880, 1921. и 1931, док је део података у 1857, 1921. и 1931. садржан у насељу Влака. Од 1880. до 1910. и у 1948. исказивано је као део насеља, а од 1953. исказује се као насеље.

### Попис1991.
На попису становништва 1991. године, насељено место Дуге Њиве је имало 145 становника, следећег националног састава:
| Попис 1991.‍ | Попис 1991.‍ | Попис 1991.‍ | Попис 1991.‍ | Попис 1991.‍ |
| ----------- | ----------- | ----------- | ----------- | ----------- |
|             |             |             |             |             |
| Хрвати      | Хрвати      |             | 144         | 99,31%      |
| Срби        | Срби        |             | 1           | 0,68%       |
| укупно: 145 |             |             |             |             |